# Mercedes-Benz Heckmotor

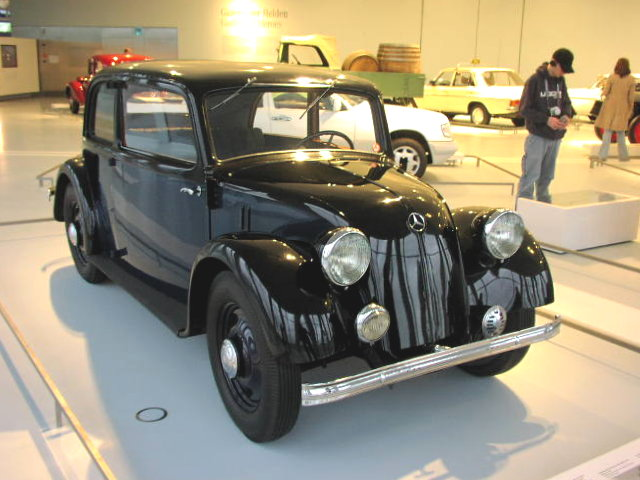
Mercedes-Benz 130 (1935)

Entre 1931 y 1939, Daimler-Benz AG comercializó tres automóviles con motor trasero (los Mercedes-Benz 130, 150 y 170 H) precedidos de algunos prototipos. La producción fue baja en comparación con sus homólogos con motor delantero.

## Desarrollo y prototipos (W17/W25D)

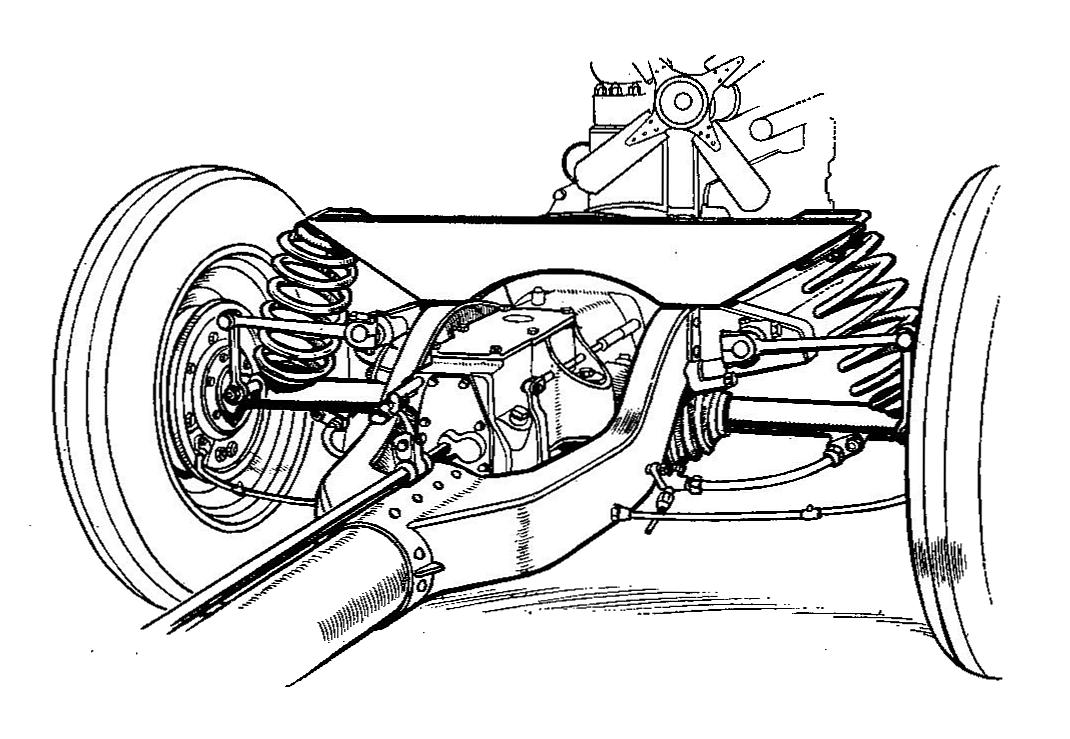
Mercedes 130H: Chasis "de espina dorsal2 y suspensión por ejes oscilantes.

A principios de la década de 1930, la creciente preocupación por la aerodinámica había hecho a los diseñadores replantearse la disposición de la mecánica para reducir el volumen del compartimento delantero. La solución obvia fue colocar el motor tras los ocupantes, bien en el interior del habitáculo o en el compartimento trasero. Tal movimiento daba al diseñador libertad casi total a la hora de diseñar el frontal del automóvil al tiempo que permitía eliminar el árbol de la transmisión, lo que evitaba pérdidas por rozamiento y aumentaba el espacio interior.
Un primer intento de llevar estas ideas a la producción fue el Rumpler Tropfenwagen de 1921. Adelantado a su tiempo y comercialmente un fracaso, el modelo sentaría las bases de la producción de vehículos con motor central-trasero, en particular en lo referente a la necesidad de utilizar una suspensión trasera independiente y cuyas patentes fueron compradas por Benz & Cie para la producción de los "Benz RH Teardrop" de competición. En la siguiente década la compañía Tatra llevaría el concepto a madurez, desarrollando bajo la jefatura de Hans Ledwinka una gama de modelos con motor trasero, chasis de espina dorsal y suspensión por ejes oscilantes.
En 1930, la recientemente fusionada Daimler-Benz confía al ingeniero jefe Hans Nibel el desarrollo de un pequeño automóvil con motor trasero partiendo de los mismos principios. El primer fruto del proyecto es el prototipo 120 H (tipo W17) de 1931, creado en colaboración con Max Wagner. Se trataba de un pequeño dos puertas y cuatro asientos de aspecto totalmente convencional, con el frontal vertical y guardabarros exteriores. Para el motor se ensayaron un cuatro cilindros bóxer situado longitudinalmente por detrás del eje trasero, con un cubicaje de 1200 cc y una potencia de 25 hp (18.4 kW) y un motor de cuatro cilindros en línea situado en posición transversal.
En 1932/1933 Mercedes construyó una serie de 12 prototipos cuyas líneas anticiparían las del VW Escarabajo, el 175 (tipo W25D), con un frontal similar pero con compartimento trasero alargado para permitir el empleo de motores longitudinales en línea. El guardabarros delantero se prolongaba hacia la parte trasera, mientras que capó trasero estaba rematado por una aleta que dividía en dos la luneta, anticipando la doble ventana tipo "pretzel" de los WV Escarabajo originales. La "D" se refería al motor OM34 diésel de tres cilindros y 30 hp (22 kW), descartado por su alto nivel de ruido.

## Mercedes-Benz 130 (W23)

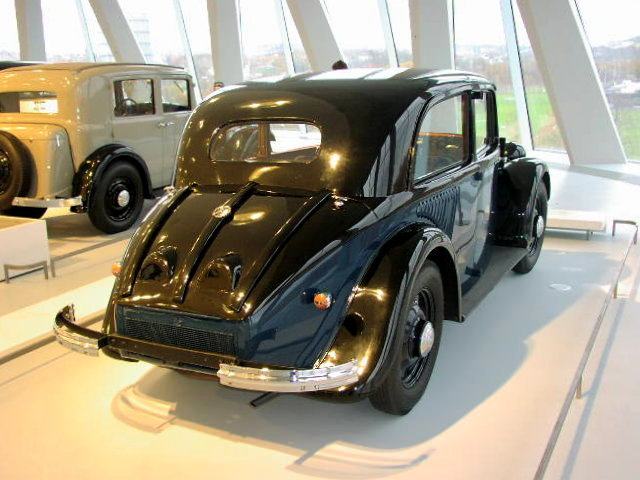
Mercedes-Benz 130 (1935)

El Mercedes-Benz 130 H (denominado así en referencia a la situación del motor "heck" -trasero-), fue un automóvil de producción construido en Alemania en la década de los años 30. Fue presentado en el salón del automóvil de Berlín en febrero de 1934.
Concebido por Hans Nibel, ingeniero de jefe de Mercedes Benz, el 130 H empleaba un chasis de espina dorsal tubular al estilo de los Tatra de Hans Ledwinka. Estaba inspirado en el Tropfenwagen de Edmund Rumpler aprovechado la experiencia acumulada por los "Benz RH" Teardrop de competición entre 1923 y 1926.
El tipo W23 empieza a gestarse en 1931. Tras la pruebas realizadas con los prototipos se toma la decisión de favorecer la habitabilidad, descartando el uso de motor central en favor de un motor convencional -un cuatro cilindros en línea de 1.3 litros, con válvulas laterales y refrigeración por agua- situado en posición trasera longitudinal.
La utilización de un motor en línea colocado longitudinalmente por detrás del eje trasero es una decisión arriesgada. Cuando el motor se sitúa por detrás del eje trasero lo ideal es que éste sea lo más corto posible, como los motores bóxer, tres cilindros o transversales probados en los prototipos, pues la masa colgada tras el eje aumenta el momento polar de inercia. Esta característica hizo que el periodo de desarrollo se alargase hasta afinar la suspensión de modo que el comportamiento resultase aceptable.
La suspensión del tren trasero mediante ejes oscilantes utilizaba muelles helicoidales como resorte, dejando espacio para situar el radiador de la refrigeración entre ambos, mientras que el tren delantero, a diferencia de los Trompfenwagen de Edmun Rumpler, era también independiente mediante un sistema de doble ballestón transversal. La transmisión se llevaba a cabo mediante un transeje fijado con anclajes elásticos al chasis situado en prolongación del cigüeñal, del que partían los dos semiejes oscilantes articulados mediante juntas cardán a la salida del diferencial. La caja de cambios era semiautomática, con tres velocidades más un overdrive que se conectaba automáticamente al soltar el pedal del acelerador., idea similar a la adoptada por Cord para el malogrado 810 en 1935. Este tipo de caja tres velocidades sincronizadas más overdrive sería utilizada después por VW en el Escarabajo bajo la denominación 3+E.
Cuando se puso a la venta en 1934, el motor de 26 PS (19 kW) era suficiente para impulsar al pequeño dos puertas hasta los 92 km/h. Aclamado por su comodidad -superior a la de cualquier coche de su clase en Alemania debido a su amplitud y suavidad de suspensión-, recibió críticas respecto a su estabilidad, pese a lo que puede considerarse perfectamente adecuado en carreteras alemanas de la época.
El coche se vendió en versión sedán cerrado, sedán con techo practicable y cabrio sin ventanas con o sin techo, siempre con dos puertas. Pese a sus ventajas en habitabilidad y confort, el comportamiento del coche derivado del desigual reparto de pesos (con ⅔ de la masa gravitando sobre el tren trasero) le granjeó mala fama, haciendo que el coche se vendiera mal, por lo que dejó de ofrecerse en 1936.
Nibel mantuvo sin embargo la saga Heckmotor con un modelo muy distinto, el 150H, con el chasis diseñado por Daimler Max Wagner.

## Mercedes-Benz 150 (W30)
El Mercedes-Benz 150H W30 fue un atomovil deportivo de motor central con dos plazas y carrocería cabrio o coupe desarrollados a partir de chasis modificados del W23. Aparecido en 1935 ofrecía un motor de mayor potencia 55 PS (40 kW) obtenidos con una cilindrada de 1498 cc, lo que elevaba la velocidad punta hasta los 125 km/h.
Concebido por Hans Nibel, ingeniero de jefe de Mercedes-Benz, el 150 H estaba inspirado en los Teardrops. de competición que corrieron entre 1923 y 1926.
En 1934 Nibel encarga el diseño del chasis al ingeniero al Max Wagner. El 150 H era a diferencia del 130H un roadster de motor central-trasero. El motor iba colocado por tanto por delante del tren trasero, favoreciendo el reparto de pesos a costa de ofrecer únicamente dos plazas, pese a lo que mantuvo la denominación "H", del alemán heck (trasero). La suspensión mantuvo el esquema del 130 h con doble ballestón transversall delantero y muelles helicoidales traseros. Un ventilador de aire forzado situado sobre la caja de cambios alimentaba tanto al radiador como al carburador (sistema que luego se vería en la refrigeración por aire del VW Tipo 1) Estilísticamente el roadster aprovechó la disposición mecánica para afilar el frontal aerodinámico que contaba con tres faros integrados, un parabrisas estilo Duval y rueda de repuesto en un lateral sujeta con correas.. Su característica más distintiva sería sin embargo la cola en forma de gota, reminiscente del Tropfenwagen y los Benz teardrop 
El tanque de combustible pasó a situarse en el capó delantero para favorecer el reparto de pesos. Como consecuencia el coche no disponía de ningún receptáculo para depositar el equipaje, por lo que era muy poco práctico. Esta característica junto con su precio -6600 RM frente a los 5550 RM del Mercedes-Benz 170 V- hicieron que sus ventas fuera muy pobres por lo que se dejó de vender en 1936.
De la exigua producción de 150 H estimada en veinte ejemplares, solo seis fueron construidos como cupés, con unas líneas que adelantaron las que se verían después en el popular escarabajo. Estos ejemplares se utilizaron para correr en rallys antes de que Nibel y Wagner dedicaran sus esfuerzos a la construcción de modelos de Grand Prix, demostrando mucho mejor comportamiento que el 130H.
El único ejemplar conservado de 150 Sport Roaster fue restaurado completamente en 2010 por el Mercedes-Benz Classic Center en Irvine, California.

## Mercedes-Benz 170 H (W28)

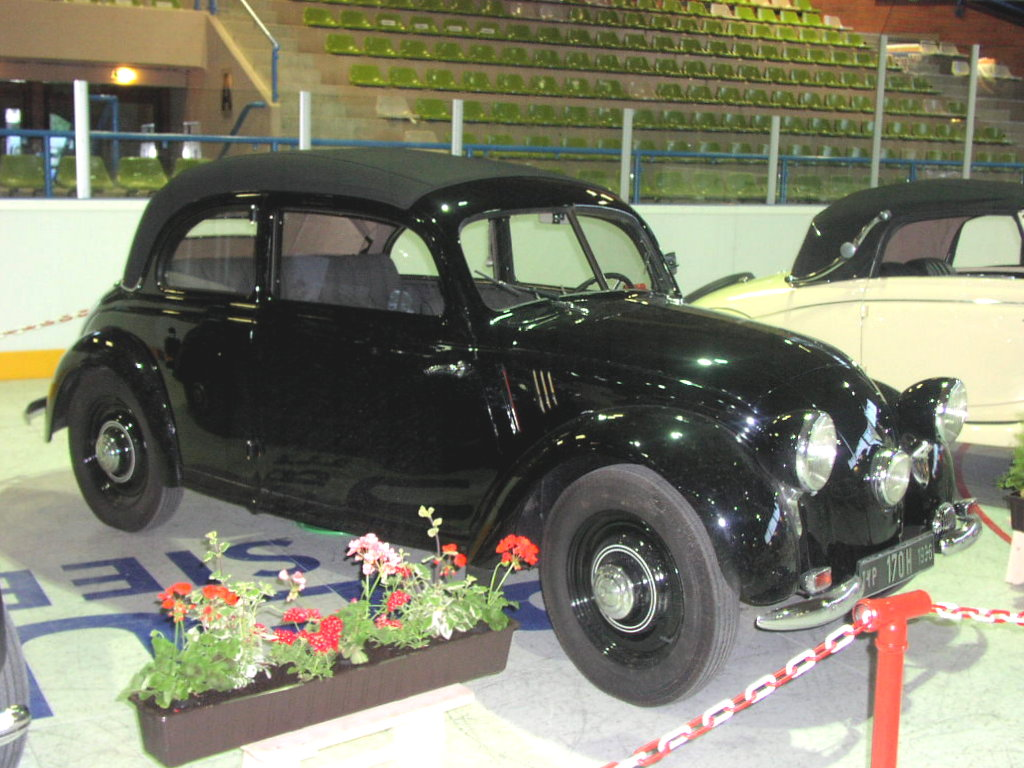
Mercedes-Benz 170 H (1936)

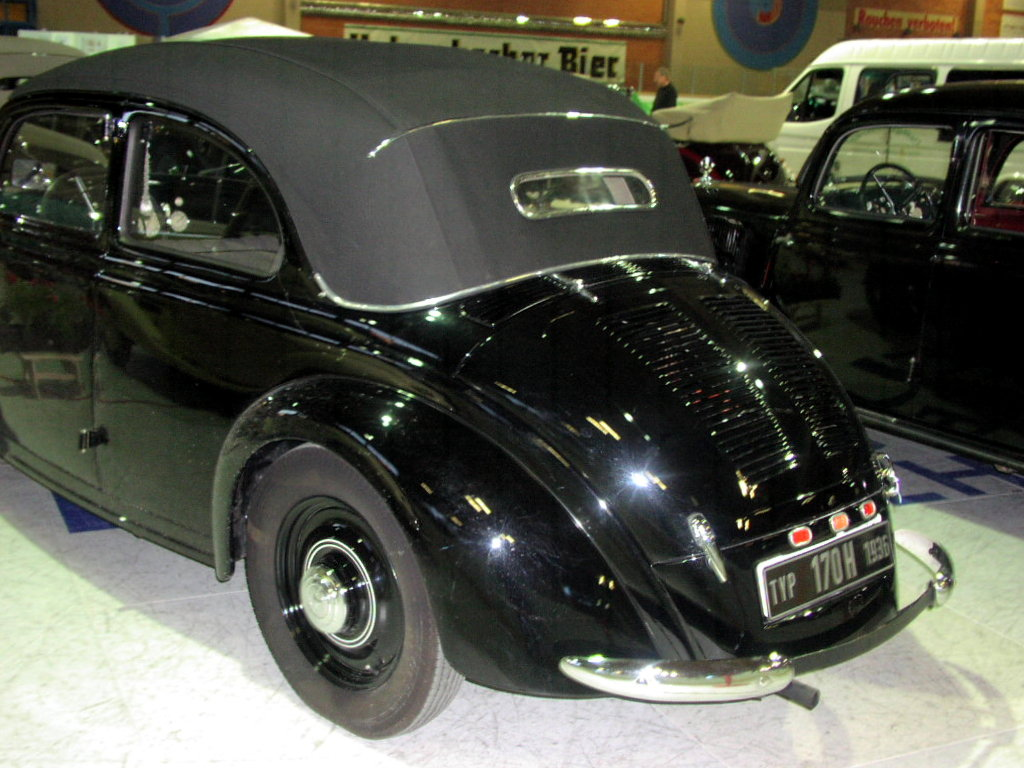
Mercedes-Benz 170 H (1936)

En 1936, Daimler-Benz AG introdujo la Mercedes-Benz 170 H en paralelo al Mercedes-Benz 170 V con el mismo motor situado en posición delantera. El 170 H utilizaba un motor longitudinal trasero refrigerado por agua de 1697 cc motor con 38 PS (28 kW). La denominación "H" hacía referencia a la posición "Heckmotor" (trasero) del motor.
El coche era significativamente más caro que el 170 V (el sedán de dos puertas costaba 3750 RM, frente a los 4350 RM del 170 H ), ofreciendo sin embargo un maletero de mucha menor capacidad y un comportamiento peor (aunque mejor que el del 130). En cualquier caso el 170 H se consideraba un vehículo más refinado que e 170 V por lo que su equipamiento también era superior con detalles como una calefacción muy elaborada. Aparte del sedan, se ofreció como convertible. La producción se detuvo en 1939 debido a la Guerra y la baja demanda.
Cuarenta años más tarde un portavoz de compañía sugirió que la falta de éxito comercial estuvo motivada por la "situación del motor y la subsecuente carencia del emblemático radiador frontal de Mercedes". El mismo portavoz se esforzó en apuntar las similitud de la arquitectura general y de algunas de las soluciones empleadas en el 170 H con las del exitoso Volkswagen escarabajo, señalado que el creador del Volkswagen, Ferdinand Porsche, fue ingeniero jefe en Daimler-Benz entre 1923 y 1928 cuando los Benz Heck Motor se desarrollaron.

En virtud de su atípica disposición mecánica, los Heckmotor no podían ser convertidos fácilmente a gasógeno como sus hermanos de motor delantero, por lo que no fueron confiscados por el Wehrmacht durante la Segunda Guerra Mundial. Debido a esta circunstancia un número importante sobrevivió sin daños. Actualmente estos coches figuran entre los Mercedes más raros y cotizados. 

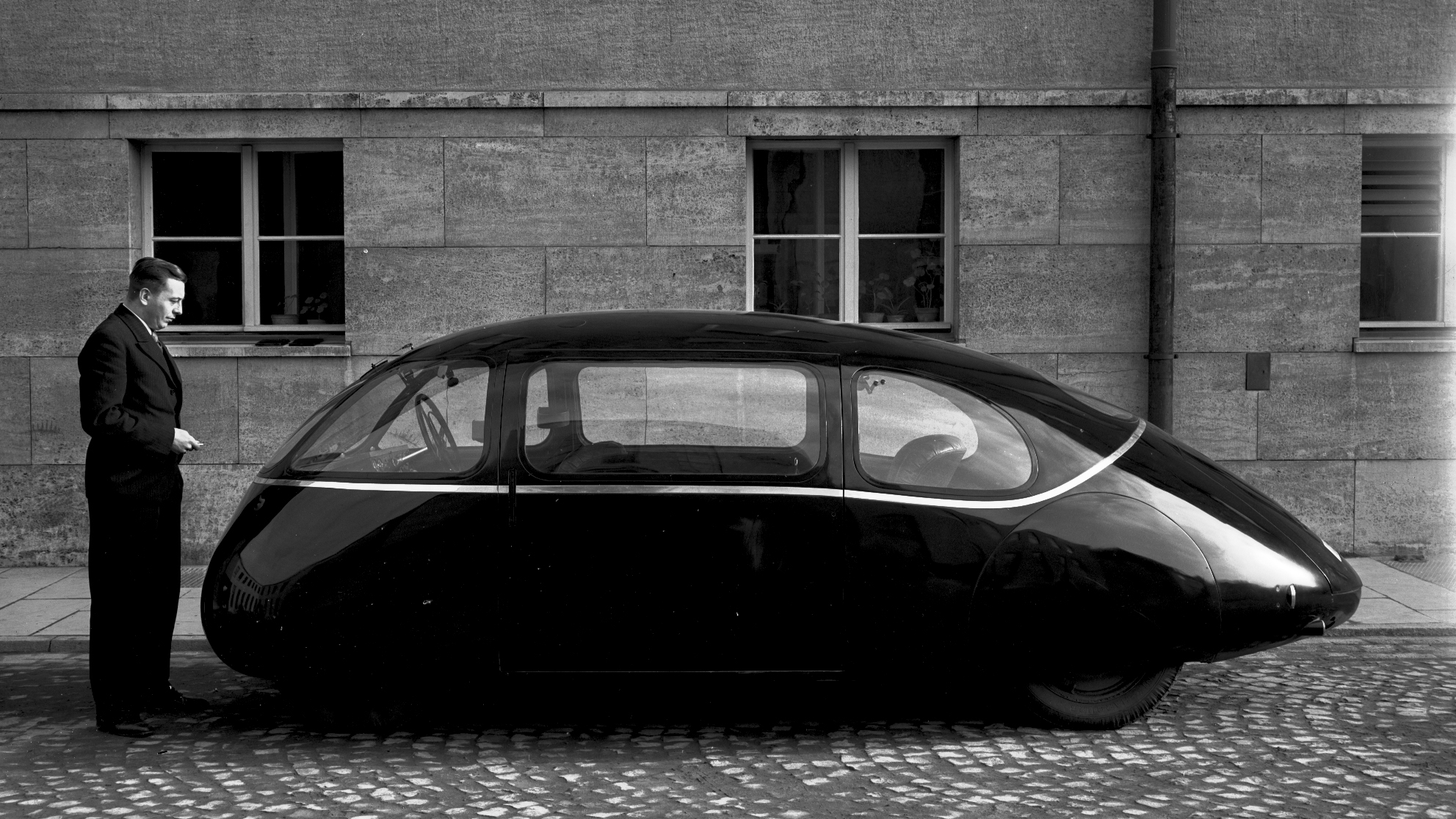
Schlörwagen in 1939

Sobre el chasis de un 170 H, el ingeniero Karl Schlör de la compañía Krauss Maffei utilizó desarrolló el Schlörwagen (Coche-huevo o "cochinilla"). mostrado en el 1939 en el Salón del Automóvil de Berlín; su destino es desconocido.
La prueba en túnel de viento -realizada antes de la Segunda Guerra Mundial- ofreció un asombroso coeficiente aerodinámico de solo 0.113..

## Smart

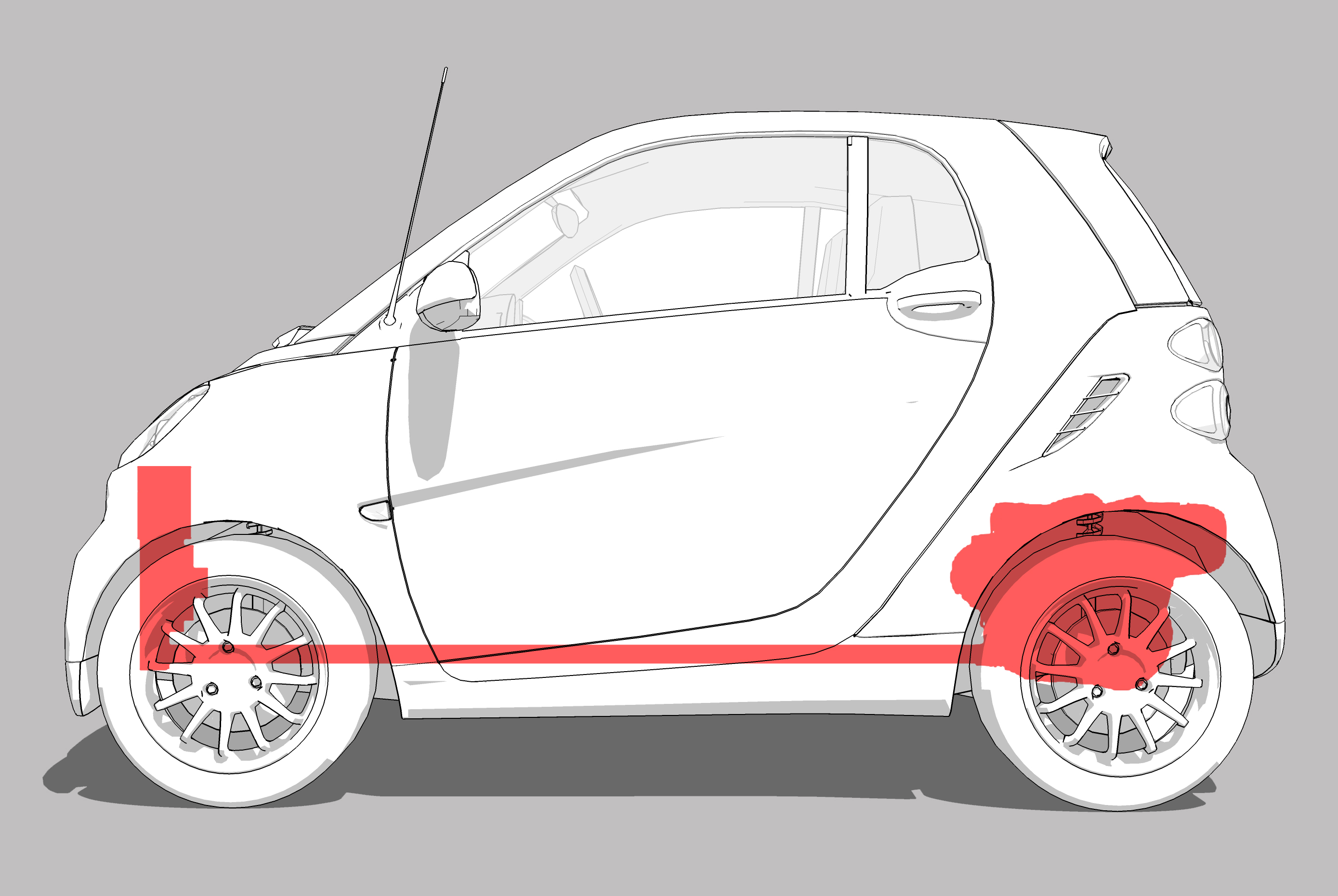
Smart Fortwo disposición mecánica

MCC Smart (abreviatura de Micro Compact Car Swatch Mercedes Art) es una marca de automóviles pequeños creada por una joint venture entre las empresas Swatch y Mercedes-Benz.
A excepción de la primera generación de Smart Forfour, todos los Smart, desde el Smart Roadster, a las sucesivas generaciones de Smart City Coupé -después renombrado Smart ForTwo- y al nuevo Smart Forfour llevan el motor en la parte trasera, por lo que de algún modo pueden considerarse herederos de la disposición Heckmotor.